# 卢恺
卢恺（？—？），字长仁，涿郡范阳县（今河北省涿州市）人，出自范阳卢氏南祖，北周内史大夫、开府、容城伯卢柔之子，北周、隋朝官员。

## 生平
卢恺个性孝顺友爱，神情俊朗明达，广泛涉猎群书籍册，很会写文章，有治世之才，北周齐王宇文宪征召他担任记室，后承袭了父亲的爵位容城伯，食邑一千一百户。卢恺后随着宇文宪征讨北齐，卢恺说降了柏杜镇，升任小吏部大夫，增加食邑七百户。有一个叫王神欢的染工上士曾经通过贿赂升官，冢宰宇文护提拔他为计部下大夫。卢恺劝谏说：“古代登高能吟诵，就可以作大夫，访求贤才遴选官吏，理应审慎。如今王神欢出身于染工，又没有特异之处，只是因为家中富有自求通达，就与官宦并列，实在担心小人得志的讽刺传扬于国外。”宇文护最终将此事作罢。建德年间，卢恺增加食邑一百户，一年多以后，转任内史下大夫。周武帝宇文邕在云阳宫时，下令各营寨拣选老牛，想用来犒劳将士。卢恺进谏说：“昔日田子方赎取老马，君子传为美谈。日前得到明白地训示，要用老牛犒劳将士，恐怕有损仁政之名。”周武帝赞美他的话而作罢。卢恺转任礼部大夫，建德三年十月丙申（574年11月8日），担任御正杨尚希的副使出使南陈。此前北周的使者大多遵从南陈的礼节，到卢恺为使者，全部依照北周的礼节，南陈人无法折服他。建德四年（575年）秋，李穆攻拔轵关镇、柏崖镇，命令卢恺写铭传捷报，周武帝读了之后非常高兴，说：“卢恺文章大有长进，就像荀顗不愧是荀彧之子一样。”卢恺不久被授任襄州总管司录，后改任治中。大象元年（579年），卢恺被征召担任东京吏部大夫。
开皇初年，卢恺被封上仪同三司，担任尚书吏部侍郎，进封爵位为侯，仍然兼摄尚书左丞。每逢有条陈进奏，卢恺总是理直气壮满脸正色，遇到隋文帝杨坚或喜或怒，卢恺也不改常态。隋文帝嘉许卢恺有吏治才能，赐予他钱币二十万，同时赏赐各种色彩的丝织品三百匹，加授散骑常侍。开皇八年（588年），隋文帝亲自考核百官，以卢恺为上等。卢恺竭力退让，不敢接受，隋文帝说：“吏部勤恳能干，早有所闻。你现在考核为上等，众人的评议相同，当仁不让，有什么惭愧！一切都在我的心中，无须遮掩辞让。”
开皇九年（589年）六月，卢恺被授任礼部尚书、兼摄吏部尚书的职务，遇到国子博士何妥与右仆射苏威不和，何妥上奏苏威有不可告人的事情。卢恺因为与苏威牵连获罪，隋文帝将他交付法吏。有关部门奏告卢恺的情况说：“房恭懿是尉迟迥的同党，不应当授予官职，苏威和卢恺二人曲意举荐，屡次改任为海州刺史。另外吏部候补官员很多，卢恺不当即授予官职，都只是注明履历遣走。苏威的堂弟苏彻、苏肃二人，都是由乡正征召到吏部。苏彻的考核履历未到就被先行任用，苏肃左脚麻痹，才干无可称道，卢恺因为苏威的缘故，授任为朝请郎。卢恺结党营私，事实清楚。”隋文帝大怒说：“卢恺竟敢凭着吏部尚书行私人恩惠！”卢恺脱下朝冠叩首说：“太子将要以通事舍人苏夔担任舍人，苏夔就是苏威的儿子，臣认为苏夔不应当升迁，坚决上奏谏止。臣如果与苏威有私人情意，又怎会如此！”隋文帝说：“苏威的儿子，朝廷都知道，你就竭力坚持，以此邀取宠信。至于所不知道的，你就徇朋党之私，这是奸臣的作风。”开皇十二年秋七月乙巳（592年8月14日），隋文帝将卢恺削职为民。不久，卢恺在家中去世，他的儿子卢义恭继承爵位。自从北周以后，选授官职不论门第高低，到卢恺主持吏部，与薛道衡、陆彦师等人鉴别士人的门第高低，所以受到结党营私的攻击，以致遭此结局。

## 其他
卢恺兼任吏部选时推荐达野客师担任兰州总管，达野客师推辞说：“客师有什么罪，被送到和突厥只隔一道墙的地方？”卢恺说：“突厥什么地方有墙？”达野客师说：“肉为酪、冰为浆，天作帐篷，毡子作墙。”

## 家庭

### 父母
- 卢柔，北周内史大夫、开府、容城伯
- 河南元氏，北魏司徒、临淮文穆王元彧之女

### 兄弟姐妹
- 卢氏，嫁北周使持节、车骑大将军、仪同三司、隋州刺史、建安县子韦瓘，封万春县君[22]

### 儿子
- 卢义恭，隋朝工部侍郎、容城县侯
- 卢义丘，隋朝千牛备身
- 卢玄成，隋朝宋州别驾
- 卢义方，隋朝淄州邹平县县令[23]
- 卢法寿，隋朝博州堂邑县县令、泗州司马[24][25]

## 延伸阅读
[在维基数据编辑]
 《隋書·卷56》，出自魏徵《隋书》